# Оливер Суботић
Оливер Суботић (Нова Варош, 24. фебруар 1977) презвитер је Српске православне цркве и информатички инжењер. Парох је храма Светог Александра Невског на Дорћолу. Заједно са оцем Видомиром, 2021. године је основао Задужбину Петар Мандић.

## Биографија
Рођен је 24. фебруара 1977. године у Новој Вароши, као син Видомира Суботића и Радивојке (рођене Вујовић). Ту је завршио основну школу и природно-математички смер гимназије. У младости је тренирао карате и реални аикидо. Уписао је студије на Одсеку за информационе технологије Факултета организационих наука Универзитета у Београд, 1996. године. Убрзо се упознаје са православним учењем и одлучује се да упоредно упише и студије на Православном богословском факултету, што и чини 2000. године.
На Факултета организационих наука је дипломирао 2004. године, а на Православном богословском факултету 2005. године и одмах уписао магистарске студије које је завршио 2008. године. Те године се нашао на месту вршиоца дужности председника Светосавске омладинске заједнице Архиепископије београдско-карловачке, а једно време је био и уредник часописа Православни мисионар. Докторске студије је завршио 2011. године на Одељењу за социологију Филозофског факултета Универзитета у Београду, одбранивши докторску дисертацију под насловом „Информационо контролисано друштво и његове импликације".
Две године је радио у Вишој електротехничкој школи у Београду и годину дана као стручни сарадник у оквиру Информационо-документационог центра Православног богословског факултета. Од 2007. до 2009. године је радио као вероучитељ у Деветој београдској гимназији, а током 2009. године и у Рачунарској гимназији.
Рукоположен је у чин ђакона 22. јануара 2008. године у Патријаршијском двору, од стране митрополита црногорско-приморског Амфилохија. Тада је добио службу при храму Вазнесења Господњег у Жаркову. Патријарх српски Иринеј га је рукоположио за презвитера на Богојављење 2011. године. Његовом одлуком је у фебруару 2020. године одређен за пароха друге парохије при храму Светог Александра Невског на Дорћолу.
Оснивач је и први управник Центра за проучавање и употребу савремених технологија Архиепископије београдско-карловачке. Заменик је мандатног члана Мисионарског одељења Светог архијерејског синода од 2014. године. Уз Војислава Билбију, водио је програм духовног вођења тренера борилачких вештина.
Ожењен је Мирјаном са којом има троје деце.

## Књиге
- 3D Studio MAX3: Tehnike modelinga, CADArt, Нови Сад 2000.
- Биометријски системи идентификације: критичка студија, Институт за политичке студије, Београд 2007.
- Човек и информационе технологије: поглед из православне перспективе, Информативна служба СПЦ, Београд 2006; друго, измењено издање, Бернар, Нови Бановци-Београд 2013.
- Црква и глобализација: структура, однос и последице (магистарски рад), прво издање: Неа Ника, Београд 2009; друго, измењено и допуњено издање: Бернар, Нови Бановци-Београд 2011; треће, побољшано издање: Бернар, 2014.
- Информационо контролисано друштво (докторска дисертација), Бернар, Београд 2011. Књига је доступна у електронском формату на сајту Регистра националног интернет домена Србије.
- Дигитални изазов: путеви хришћанства у цивилизацији бинарног кода, Бернар, Нови Бановци-Београд 2012; друго издање Бернар, 2014.
- Недељне беседе, прво издање: Бернар, Нови Бановци-Београд 2014; друго издање Бернар: 2014.
- Празничне беседе, Бернар, Нови Бановци-Београд 2014; друго издање 2015.
- Мисионарске цртице, Бернар, Нови Бановци-Београд 2015.
- Храм Вазнесења Господњег у Жаркову, ЦО Жарково, Београд 2016.
- О Камену одбаченом и онима који га одбацише, Бернар, Београд 2018; друго издање 2019.
- Тесла: Духовни лик. Стари Бановци: Бернар. 2021.